# Raymond (IV) de Toulouse
Pour les articles homonymes, voir Raymond.
Raymond IV de Toulouse décédé en 961 fut comte de Toulouse (942-961).

## Biographie
Raymond (IV) est l'appellation proposée pour distinguer un des comtes de Toulouse décédé vers 961.
En 944, il rencontre à Nevers Louis IV d'Outremer, et est qualifié de « prince des Goths » par Flodoard.
En 951, il est mentionné dans l’acte de fondation de l'abbaye de Sainte-Énimie. Par ailleurs, il est le comte Raimond de Toulouse cité lors d’un plaid à Lézat en 954.
De récentes études ont bouleversé la traditionnelle chronologie des comtes pendant cette période sans qu'un consensus général ne valide une des reconstructions proposées.

### Succession traditionnelle
Le dernier comte mentionné avec certitude quant à sa biographie est Raymond Pons, comte de Toulouse de 924 à 942. Le premier document officiel après cette année date de 969 : seule sa veuve, Garsinde, apparaît. Il semblerait qu'elle acte alors en tant que tutrice du successeur de Raymond Pons (supposé être son fils) Guillaume III. Celui-ci étant décédé en 1037, en faire le fils de Raymond Pons reviendrait à lui accorder une longévité exceptionnelle pour l'époque d'au minimum 95 ans ce qui n'aurait pas manqué de laisser une trace dans les chroniques contemporaines. De plus et surtout, cette hypothèse est en désaccord avec une source contemporaine : le Codex de Roda. Bien qu'écrit à une date ultérieure, ce manuscrit semble être la copie d'un original du Xe siècle. Dans cette chronologie, il est indiqué que " Pons prit pour épouse une fille de Garsie Sanche et engendra Raimond. Raimond engendra Raimond, qu’ils tuèrent à Garazo, et le seigneur évêque Hugues, qui se tua lui-même à la chasse ". Guillaume III n'est pas mentionné dans la fratrie. Par ailleurs, le testament de Garsinde ne fait pas non plus état de Guillaume III.

### Réévaluation
Le consensus, par défaut d'autres pistes argumentées jusqu'ici, a été écorné par la découverte d'une charte de 992 de Guillaume III et son épouse Emma faisant explicitement état de la mère de Guillaume nommée "Adelaix" (toujours en vie à la date de la rédaction). Ce document invalide la filiation directe Raymond Pons - Guillaume mais n'éclaire pas précisément les liens familiaux. Plusieurs solutions alternatives sont donc proposées en accord avec l'identité de la mère de Guillaume. Elle est identifiée comme étant Adélaïde d'Anjou dont le parcours marital avant de convoler avec Louis V roi de France (mariage annulé deux ans plus tard) passe par le veuvage d'un certain Raymond de Gothie. Celui-ci était jusqu'ici non reconnu et sujet à caution mais son lien avec la dynastie raymondine semble plus que probable bien que la filiation exacte avec Raymond Pons continue à faire débat.
Quatre suggestions ont été proposées :
1re suggestion
Martin de Framond décrit un schéma qui intègre deux générations entre le fils d'Ermengaud : Raymond de Rouergue, qui aurait eu pour fils deux Raymond, l'un issu du mariage avec Berthe d'Arles marié avec Ricarde, un autre d'une autre union marié avec Guidinilda, père de Raymond et Adelaïde d'Anjou, enfin Hugues, comte (respectant ainsi le Codex de Roda). L'identité des Raymond ne prend plus le même relief car il existe un enchevêtrement des comtes de Rouergue et de Toulouse dont la numérotation devient caduque. Ainsi seraient introduites deux générations entre Raymond Pons et Guillaume III (dont deux Raymond successifs : le premier, mari de Guidinilda et père du deuxième, mari d'Adelaïde d'Anjou lui-même père de Guillaume III). Cela aurait dû modifier la numérotation des comtes nommés Raymond qui se sont succédé jusqu'au XIIIe siècle : les Raymond V, VI et VII devenant respectivement VII, VIII et IX.
2e suggestion
Thierry Stasser a identifié le mari d'Adelaide d'Anjou comme le dernier nommé de la famille comtale dans le Codex de Roda, frère d'un Hugues, tous deux fils d'un Raymond précédent et petits fils de Raymond Pons et Garsinde. La théorie a l'avantage d'être en adéquation avec le testament de Garsinde faisant référence à ses "nepotes" (en latin : soit petits fils soit neveux) Hugues et Raymond, enfants de Guidinilda. Cette dernière étant la fille de Raymond Pons et Garsende. Le décalage d'une génération persiste.
3e suggestion
Selon Sébastien Fray Raymond Pons épouse en secondes noces sa cousine Garsinde du Rouergue décédée après 964 sans filiation, à la suite d'un premier mariage avec une fille de Garcia II Sanchez de Gascogne selon le Codex de Roda (en) qui mentionne que Raymond III de Toulouse aurait été le fils de Raimond-Pons et d’une fille de Garsie-Sanche, lui-même époux d’Amuna, sœur du comte Guillaume d’Agen. Dans cette hypothèse la filiation pourrait venir d'une fille de Raymond Pons, en l'occurrence Guidinilda mariée éventuellement à un frère de Raymond II comte de Rouergue (905-961), Hugues, comte d'Albi, héritier du comté de Toulouse. En ce cas, une génération serait retirée et la nomination serait également à revoir, l'auteur donnant pour fils à Raimond Pons un fils Raymond III marié avec Berthe d'Arles suivis de deux fils à savoir Raymond de Toulouse, comte de Toulouse et Rouergue décédé avant 992 dit Le Déshérité marié avec Bertilde et un frère Hugues Evêque de Toulouse mort à la chasse avant 992, soit les "nepotes". La construction est plus complexe mais une génération est supprimée entre Raymond Pons et Raymond marié avec Adélaïde.
4e suggestion
Selon Christian Settipani, la comtesse Emilde honorée en 936 par Raymond de Rouergue et sa mère Adélaïde aurait un rapport Emilde, mariée avec Suniaire comte de Barcelone et serait une descendante de ce dernier, en l'occurrence Guidilnide de Barcelone.
Pour l'heure, il n'existe pas de consensus pour valider telle ou telle suggestion.

## Descendance
L'existence de ce Raymond (IV) de Toulouse, et son lien étroit avec les branches de Toulouse et de Rouergue est donc diversement appréciée ; il est marié selon trois hypothèses avec Guidinilde, ce qui respecte le codex de Roda (version également retenue par la Foundation for Medieval Genealogy), dans une autre avec Berthe d'Arles mais sans lien vers Guillaume III, dont :
- Hugues de Toulouse, comte de Toulouse 961-972 ;
- Raymond (V) de Toulouse, comte de Toulouse 972-978.

Son fils Hugues de Toulouse lui succéda jusqu'en 972.